# Chiesa di Santa Maria degli Afflitti
La chiesa succursale di Santa Maria degli Afflitti (già di San Sebastiano), è un edificio religioso di Gesualdo, in provincia di Avellino.

## Storia e descrizione
La chiesa degli Afflitti, che si trova in fondo al rione Canale, in via San Sebastiano, fu fatta costruire dal principe Carlo Gesualdo nel 1612.
L'interno della chiesa è a navata unica e conserva due opere principali: la statua lignea di sant'Onofrio Martire, realizzata dallo scultore Francesco Celebrano intorno al XVIII secolo, e la Deposizione di Giovanni Tommaso Guarini da Solofra, padre di Francesco, eseguita nel 1622. Molto probabilmente la chiesa prese il nome da questa tela perché al centro del dipinto è raffigurata l'afflitta Maria che allarga le braccia davanti al Redentore morto ed altre figure, quelle di san Giovanni e la Maddalena che bacia e bagna di lacrime una mano di Gesù. A sinistra si scorge il martirio di San Sebasatiano e a destra troviamo l'immagine di san Rocco raffigurato in una sovrapposizione ideale non fedele alla cronologia degli eventi.